# Ga Cảnh Mỹ
Ga tàu điện ngầm Cảnh Mỹ nằm ở Văn Sơn, Đài Bắc, Đài Loan. Là một ga trên Tuyến xanh lá.

## Bố trí ga
| Đường đi | Lối ra/vào                | Lối ra/vào                                                       |
| B1       | Phòng chờ                 | Hành lang, nhà vệ sinh, quầy thông tin, bán máy vé tự động       |
| B1       | Phòng chờ                 |                                                                  |
| B2       | Ke ga 1                   | ← Tuyến Tùng Sơn-Tân Điếm hướng đi Tùng Sơn (G06 Vạn Long)       |
| B2       | Ke ga, cửa sẽ mở bên trái |                                                                  |
| B2       | Ke ga 2                   | → Tuyến Tùng Sơn-Tân Điếm hướng đi Tân Điếm (G04 Đại Bình Lâm) → |